# Ganbulanyi
Ganbulanyi gjadjinguli — вид родини Кволових. «Ganbulanyi» — слово на мові аборигенів Ваан'ї для позначення кволів, «gjadji» мовою Ваан'ї означає "їсти", а «nguli» перекладається "кістка", натякаючи, що це був костоломний хижак. Голотипом є правий верхній перший і другий моляр. Голотип знайдений у північно-західному Квінсленді в англ. Encore Local Fauna. 